# Pholidapus
Pholidapus is een monotypisch geslacht van straalvinnige vissen uit de familie van de stekelruggen (Stichaeidae).

## Soort
- Pholidapus dybowskii (Steindachner, 1880)